# 双墩滩墓群
双墩滩墓群，位于中国甘肃省张掖市甘州区，为一个省级文物保护单位，类型为古墓葬。
双墩滩墓群的历史年代为汉代。